# دوراهی (فیلم)
دوراهی (به هندی: Duvidha) فیلمی محصول سال ۱۹۷۳ و به کارگردانی مانی کاول است. در این فیلم بازیگرانی همچون راوی منون و رایسا پادماسه ایفای نقش کرده‌اند.